# Сенна-Комаско
Сенна-Комаско (итал. Senna Comasco) — коммуна в Италии, располагается в регионе Ломбардия, подчиняется административному центру Комо.
Население составляет 2766 человек, плотность населения составляет 1383 чел./км². Занимает площадь 2,74 км². Почтовый индекс — 22070. Телефонный код — 031.
В коммуне 15 августа особо празднуется Успение Пресвятой Богородицы.